# Charles de Noyelle
Charles de Noyelle (Brussel, 27 augustus 1615 - Rome, 12 december 1686 was een Zuid-Nederlands priester. In 1682 werd hij verkozen tot generaal-overste van de Sociëteit van Jezus, de Jezuïetenorde.